# Talgkörtel

Talgkörtlar, sebaceous glands, vid ett hårstrå

Talgkörtlar (lat. glandula sebacea) är körtlar i huden, ofta i hårsäcksmynningen, som avsöndrar fett (talg) i syfte att hålla huden mjuk, smidig och vattenavvisande. Talg innehåller även ämnen som försvårar bakterietillväxt. Vid sjukdomen seborré blir avsöndringen onaturligt hög, och vid avsöndringen på huvudet kan då mjäll bildas.
Talgkörtlar finns i störst koncentration i ansiktet, mitt på bröstet, på ryggen och i hårbotten. När körtlarna sätts igen, som en talgpropp, bildas finnar när den nedre delen av talgkörteln då blir inflammerad vilket sker mest i puberteten när produktionen är som störst.
Talgkörtlar är också mycket vanligt runt ollonkanten på unga pojkar. Dessa är helt naturliga och skall inte behandlas. Under vissa perioder kommer det fler, ibland är det färre.
Vårtgårdarna har en särskild sorts talgkörtlar som kallas Montgomerys körtlar.